# アニマル・コレクティヴ
アニマル・コレクティヴ (Animal Collective) は、アメリカ合衆国ボルチモア出身で、現在はニューヨークを拠点に活動しているインディー・ロック・バンド。ポスト・ロック、エレクトロニカ、サイケデリック、フォーク、ノイズ・ポップなど、ポップと前衛を自在に行き来する実験的な音楽を特徴とする。キャリア初期はフリー・フォークの旗手として知られ、現在はエクスペリメンタル・ミュージックのトップランナーとして活動している。メンバーは4人だが、作品ごとに参加しないメンバーがいるなど活動形態が一定でない。各メンバーはアニマル・コレクティヴの作品以外にも、ソロ名義の作品やスプリット作品なども旺盛にリリースしている。また自らのレーベルとしてポウ・トラックスを主宰し、自分達以外のアーティストの作品も積極的に発表している。

## 来歴

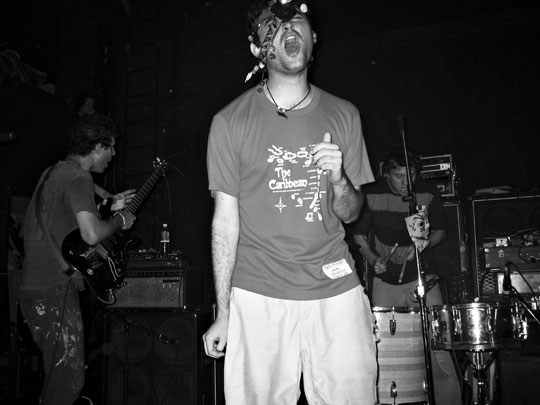
アニマル・コレクティヴのライブ（2006年）

1990年代半ば、アメリカ・ボルチモアの幼馴染同士が集まり音楽活動を開始する。メンバーは進学などで離れ離れになりながらも音楽活動を続け、2000年8月にエイヴィ・テア・アンド・パンダ・ベア名義でアルバム『Spirit They're Gone, Spirit They've Vanished』を自主レーベルAnimalからリリースする。この作品はボストンやニューヨークに進学していたメンバーが夏休みに地元に集まり録音したものを元に製作された。
2001年7月、Avey Tare, Panda Bear and the Geologist名義でアルバム『Danse Manatee』を発表する。Catsup Plateからの1000枚限定リリースだったが、後にファットキャット・レコーズから前作との2枚組CDとして再発売された。さらに同年11月にはエイヴィ・テア、パンダ・ベア、ディーケンの3人でMDプレイヤーを使ったレコーディングを行ない、2003年3月にアルバム『Campfire Songs』としてCatsup Plateから発表、本作はCampfire Songs名義でリリースした。それから僅か3か月後、2003年6月にはアルバム『Here Comes the Indian』をポウ・トラックスからリリース。この作品のレコーディングには4人全員が参加し、アニマル・コレクティヴのファースト・アルバムとしてリリースされた。この年の2つのリリースは多くの注目を集め、その後の成功への足がかりとなった。
2004年6月、ファットキャットからアルバム『サング・トンズ』をリリースする。エイヴィ・テアとパンダ・ベアの2人で製作されたこのアルバムはピッチフォークなどで高い評価を受け、ワシントン・ポストにも取り上げられた。翌2005年8月、アルバム『フィールズ』をリリース。前作に続き絶賛を浴び、この2つ作品の成功でアニマル・コレクティヴはフリー・フォーク、アシッド・フォーク、サイケデリック・フォークといったムーブメントの最右翼として知られるようになる。
2007年9月、ドミノ・レコーズと契約しアルバム『ストロベリー・ジャム』をリリース、全米ビルボードチャートで72位となった。前作からのエクスペリメンタルな要素が強まり、多くの音楽メディアから高く評価された。また、この年の3月にはパンダ・ベアが3枚目のソロ・アルバム『パーソン・ピッチ』をリリースし、成功をおさめている。
2009年1月、アルバム『メリウェザー・ポスト・パヴィリオン』をリリースする。全米13位、全英26位とバンド史上空前のヒットを記録。アルバム・ジャケットには錯視研究者の北岡明佳によるカバー・デザインが使われた。ディーケンを除く3人で製作されたこのアルバムはサンプリングを駆使したサウンドを推し進め、国内外の音楽メディアから最大級の評価を受けた。各音楽メディアは発表する年間最優秀アルバムのリストではピッチフォーク、ステレオガム、スピン、MOJO誌、PopMatters、musicOMH、No Ripcordで1位に、NPR、Paste誌で2位、A.V. Clubで3位、Q誌で4位、NMEで5位に選ばれるなど、キャリア史上最高の評価を得た。
2012年8月、アルバム『センティピード・ヘルツ』をリリース。ディーケンがバンドに復帰し、久々にメンバー4人で製作された作品となった。

## メンバー
- エイヴィ・テア (Avey Tare、本名：David Portner)

主にギター、ボーカル担当。前妻はムームのクリスティン。夫婦でAvey Tare & Kria Brekkanとしても活動していた。ソロ・アルバムも発表している。
- パンダ・ベア (Panda Bear、本名：Noah Lennox)

主にドラム、ボーカル担当。ソロ名義でもアルバムを5枚発表。現在妻子と共にポルトガル在住。
- ジオロジスト (Geologist、本名：Brian Weitz)

サンプラー担当。あだ名はジオロジスト（地質学者）だが、実は大学で学んだのは生物学。
- ディーケン (Deakin、本名：Josh Dibb)

ギター担当。Deaken、Deaconと綴る場合もあり。

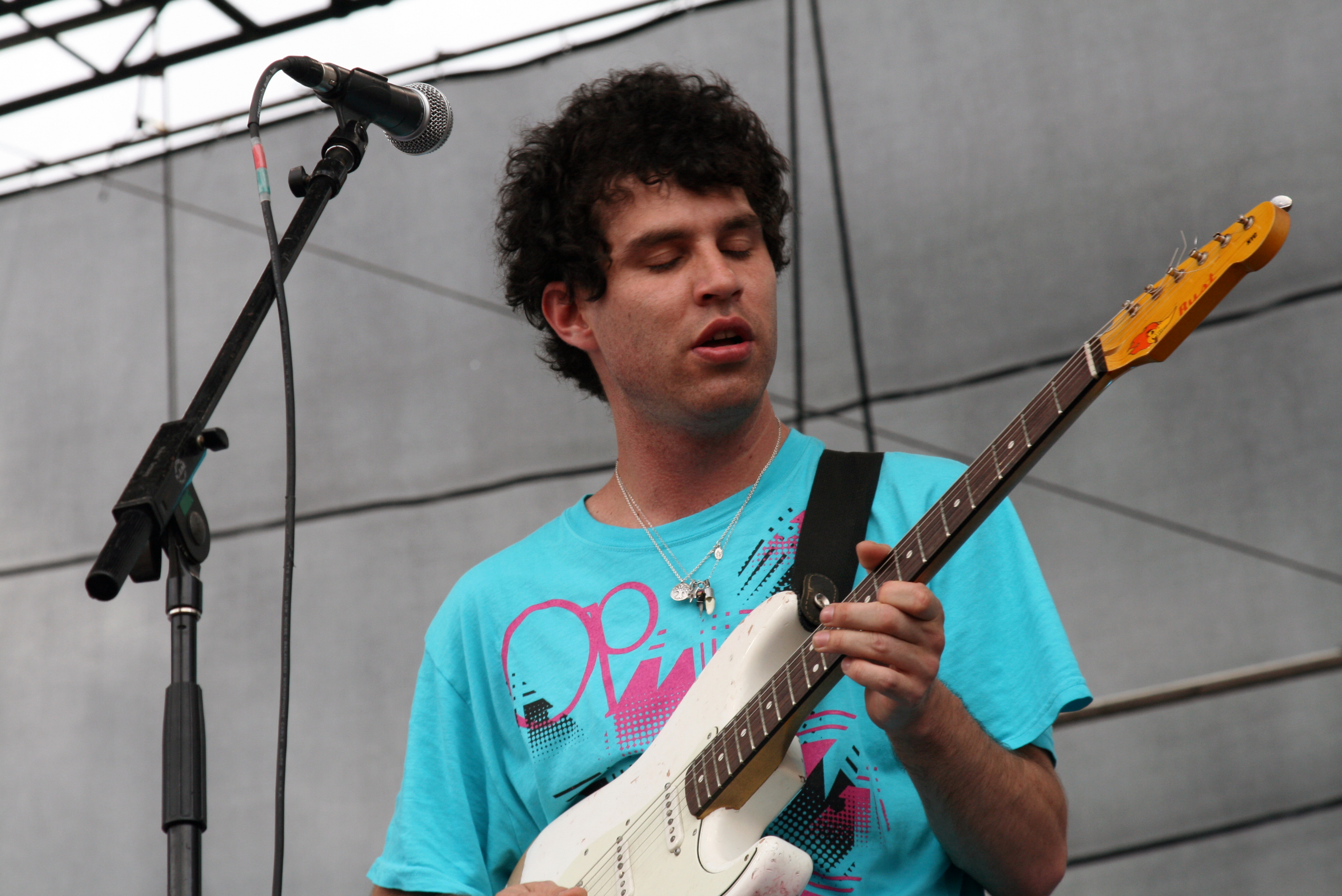
エイヴィ・テア
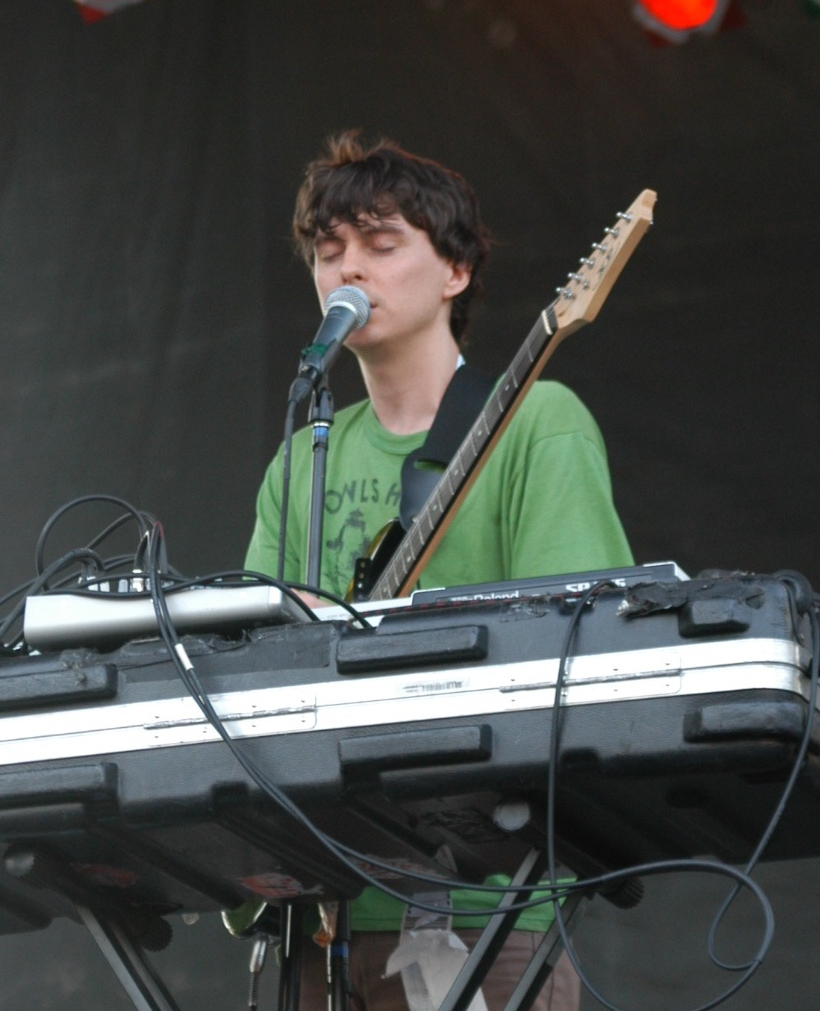
パンダ・ベア
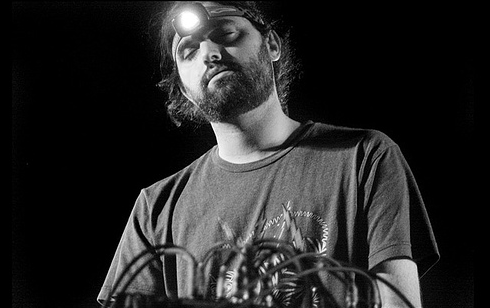
ジオロジスト
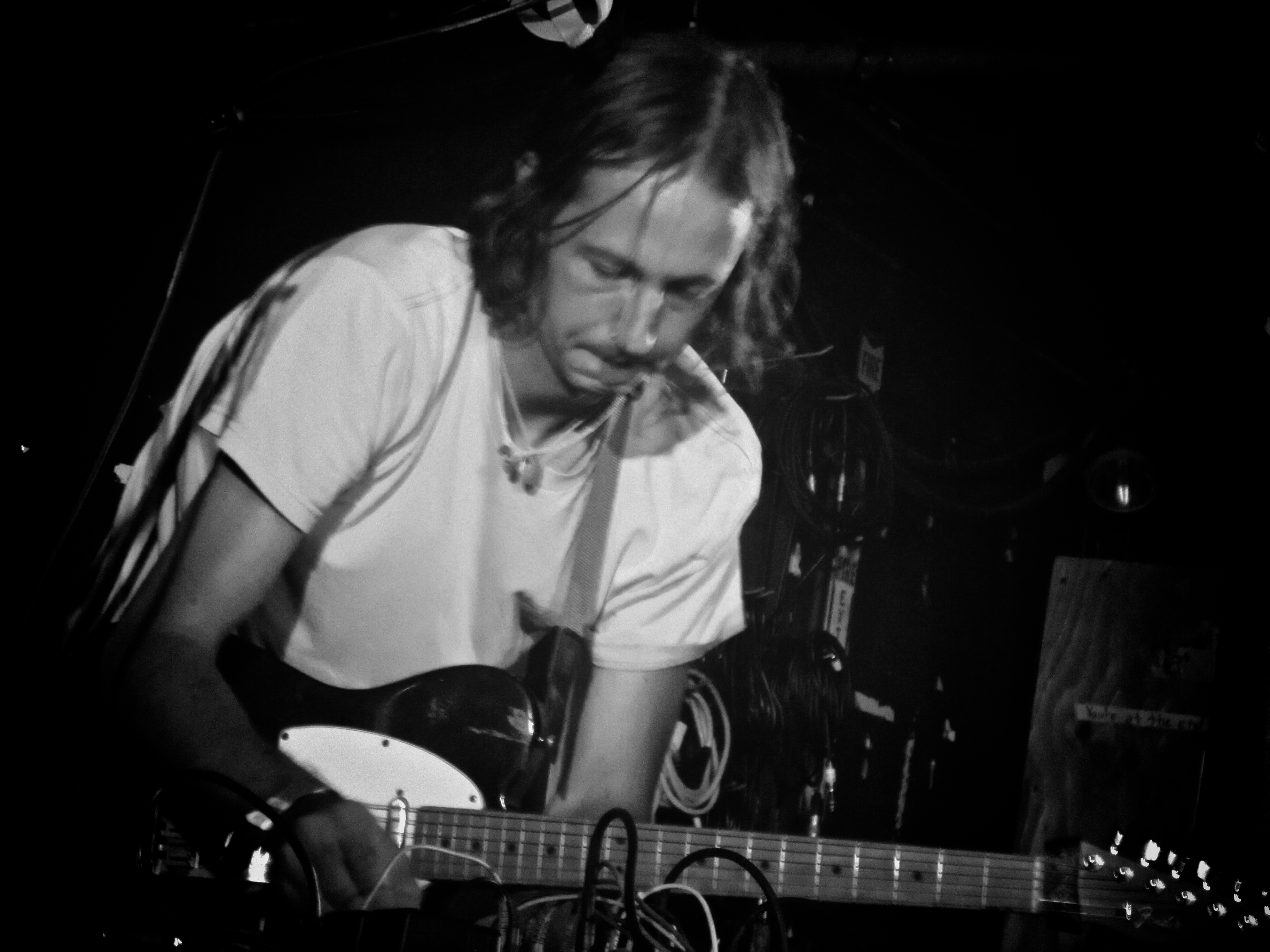
ディーケン

## ディスコグラフィ

### スタジオ・アルバム
- Spirit They're Gone, Spirit They've Vanished (2000年、Animal) ※Avey Tare and Panda Bear名義
- Danse Manatee (2001年、Catsup Plate) ※Avey Tare, Panda Bear and Geologist名義
- Campfire Songs (2003年、Catsup Plate) ※Campfire Songs名義
- Here Comes the Indian (2003年、Fat Cat、Paw Tracks)
- 『サング・トンズ』 - Sung Tongs (2004年、Fat Cat)
- 『フィールズ』 - Feels (2005年、Fat Cat)
- 『ストロベリー・ジャム』 - Strawberry Jam (2007年、Domino) ※全米72位、日本145位
- 『メリウェザー・ポスト・パヴィリオン』 - Merriweather Post Pavilion  (2009年、Domino) ※全米13位、全英26位、日本119位
- 『センティピード・ヘルツ』 - Centipede Hz (2012年、Domino)
- 『ペインティング・ウィズ』 - Painting With (2016年、Domino)
- 『タイム・スキフス』 - Time Skiffs (2022年、Domino)
- 『イズント・イット・ナウ?』 - Isn’t It Now? (2023年、Domino)

### ライブ・アルバム
- 『ホリンドアゲイン』 - Hollinndagain (2002年、St. Ives)
- Animal Crack Box (2009年、Catsup Plate)
- Live at 9:30 (2015年)
- Ballet Slippers (2019年)